# کومرات
کومرات (به لاتین: Comrat) یک شهر در مولداوی است که در گاگائوزیا واقع شده‌است.

## خصوصیات
کومرات ۱۶٬۴ کیلومترمربع مساحت و ۲۶٬۰۰۰ نفر جمعیت دارد.

## خواهرخوانده
شهرهای اسپارتا و لفکوشای شمالی خواهرخوانده‌های کومرات هستند.